# 上黒駒村
上黒駒村（かみくろこまむら）は山梨県東八代郡にあった村。現在の笛吹市御坂町上黒駒にあたる。

## 地理
- 山：旭山、達沢山、釈迦ヶ岳、大栃山
- 河川：金川

## 歴史
- 1889年（明治22年）7月1日 - 町村制の施行により、近世以来の上黒駒村が単独で自治体を形成。
- 1892年（明治25年）4月1日 - 下黒駒村・藤野木村と合併して黒駒村が発足。同日上黒駒村廃止。

## 交通

### 道路
- 御坂みち（現・国道137号）